# Ворохівка
Воро́хівка —  село в Україні, у Гончарівській селищній громаді Чернігівського району Чернігівської області. Населення становить 49 осіб. До 2020 орган місцевого самоврядування — Боровиківська сільська рада.

## Історія
Хутір Ворохов вперше згадується в списку населених пунктів 1924 року, тоді поселення налічувало 17 дворів.